# Attila Molnár
Attila Molnár, né le 17 janvier 2002 à Budapest, est un athlète hongrois spécialiste du 400 mètres.

## Biographie
Il améliore son propre record de Hongrie du 400 m lors des championnats du monde 2023, chez lui à Budapest, en 44 s 84. Il est éliminé au tour suivant en demi-finale.
En mars 2024, il atteint la finale des championnats du monde en salle à Glasgow et se classe 5e dans le temps de 46 s 11.

## Palmarès
| Date | Compétition                    | Lieu      | Résultat | Épreuve   | Temps        |
| ---- | ------------------------------ | --------- | -------- | --------- | ------------ |
| 2023 | Championnats d'Europe espoirs  | Espoo     | 3e       | 400 m     | 45 s 36      |
| 2024 | Championnats du monde en salle | Glasgow   | 5e       | 400 m     | 46 s 11      |
| 2024 | Championnats d'Europe          | Rome      | 6e       | 400 m     | 45 s 07      |
| 2025 | Championnats d'Europe en salle | Apeldoorn | 1er      | 400 m     | 45 s 25      |
| 2025 | Championnats du monde en salle | Nankin    | 3e       | 4 x 400 m | 3 min 6 s 03 |

## Records
| Épreuve | Temps        | Lieu     | Date         |
| ------- | ------------ | -------- | ------------ |
| 400 m   | 44 s 84 (NR) | Budapest | 20 août 2023 |